# Куновський (герб)
Герб Куновський (пол. Kunowski) — польський шляхетський герб, різновид гербу Наленч використаний при нобілітації (пол. nobilitacji) Фридеріка Вільгельма (пол. Fryderyka Wilhelma) Куновського 18 жовтня 1818 року.

## Опис гербу
На фоні геральдичного щита яскраво-червоного кольору в золотистому обрамлеі зображення срібної (білої) круглої пов'язки (хустини (пол. nałęczky) чи перевесла (пол. pomłość) з золотистою бахромою на кінцях, зав'язаною внизу. Зверху, над коронованим лицарським шоломом, рука, у лицарський обладунках, зігнута в лікті і озброєна мечем.

## Перші згадки про герб
Герб наданий Фридеріку Вільгельму Куновському 18 жовтня 1818 року в Пруссії, разом з пруським шляхетством. Фридерік Вільгельм був представником гілки Куновських яка походила Кунова в Мазовецкому повіті.
Також герб використовував рід з Помор'я, пов'язаний родинними зв'язками з Куновськими — фон Боміни (пол. von Bomin).

## Герб використовують
Куновські

фон Бомін